# Campay
Campay, schottisch-gälisch Campaigh, ist eine schottische Insel der Äußeren Hebriden. Sie liegt in der gleichnamigen Council Area und war historisch Teil der traditionellen Grafschaft Ross-shire beziehungsweise der Verwaltungsgrafschaft Ross and Cromarty.

## Geographie
Campay liegt in der Bucht Loch Roag vor der Westküste der Insel Lewis. Sie liegt etwa 500 Meter nördlich von Kealasay und einen Kilometer nordöstlich von Little Bernera. Die nächstgelegene Siedlung auf Lewis ist das 6,5 Kilometer östlich befindliche Carloway.
Die Felseninsel weist eine maximale Länge von 470 Metern bei einer Breite von 210 Metern auf. Ihre höchste Erhebung ragt 38 Meter über den Meeresspiegel auf. An der Nordostseite führt eine durch natürliche Erosion entstandene Höhle unter die Insel.

## Geschichte
Oberhalb einer Klippe an der Ostküste finden sich Überreste einer möglicherweise prähistorischen Behausung. Ein eingebrochener Cairn auf einer Anhöhe an der Westseite ist neueren Datums.